# Estação arqueológica do Cabeço do Vouga
A Estação arqueológica do Cabeço do Vouga ou Castelium Marnelis é um sítio arqueológico localizado no Cabeço do Vouga, ou Monte Marnel, freguesia de Trofa, Segadães e Lamas do Vouga, município de Águeda, distrito de Aveiro, em Portugal.
A estação encontra-se classificada como Imóvel de Interesse Público desde 1947.
Na sequência das escavações de finais do século XX, a estação esteve aberta ao público durante vários anos. Entretanto, foi encerrada e encontra-se presentemente em estado de abandono total.[carece de fontes?]

## História
Na estação arqueológica, podem observar-se vestígios de uma antiga povoação fortificada que remonta à Idade do Ferro, tendo sido posteriormente ocupada, à época da romanização. Este sítio arqueológico foi parcialmente escavado no século XX por António Gomes da Rocha Madahil e, nos finais do mesmo século, pelo Gabinete de Arqueologia da Câmara Municipal de Águeda. Segundo as investigações mais recentes, identifica-se com o ópido de Talábriga das fontes clássicas, capital de uma das cividades (civitates) em que se dividia o Convento Escalabitano. O seu território correspondia no essencial à região do Baixo Vouga. Na idade média, o povoado fortificado que ainda ali existia era conhecido como castro, castelo ou Cividade Marnel.

## Características
É constituída por construções circulares.